# Mistrovství Jižní Ameriky ve fotbale 1945
Mistrovství Jižní Ameriky ve fotbale 1945 bylo 18. mistrovství pořádané fotbalovou asociací CONMEBOL. Vítězem se stala Argentinská fotbalová reprezentace.

## Tabulka
| Tým       | Z | V | R | P | VG | IG | +/- | B  |
| --------- | - | - | - | - | -- | -- | --- | -- |
| Argentina | 6 | 5 | 1 | 0 | 22 | 5  | +17 | 11 |
| Brazílie  | 6 | 5 | 0 | 1 | 19 | 5  | +14 | 10 |
| Chile     | 6 | 4 | 1 | 1 | 15 | 5  | +10 | 9  |
| Uruguay   | 6 | 3 | 0 | 3 | 14 | 6  | +8  | 6  |
| Kolumbie  | 6 | 1 | 1 | 4 | 7  | 25 | -18 | 3  |
| Bolívie   | 6 | 0 | 2 | 4 | 3  | 16 | -13 | 2  |
| Ekvádor   | 6 | 0 | 1 | 5 | 9  | 27 | -18 | 1  |

- Týmy  Paraguay a  Peru se vzdaly účasti.

## Zápasy
| 14. ledna 1945                                            |     |                                                  |                                                             |
| Chile                                                     | 6:3 | Ekvádor                                          | Estadio Nacional de Chile, Santiago de Chile diváci: 65 000 |
| Alcántara 28' 59' 81' Vera 29' Hormazábal 45' Clavero 70' |     | Raymondi Chávez 30' Jiménez 44' Luis Mendoza 51' | Estadio Nacional de Chile, Santiago de Chile diváci: 65 000 |

| 18. ledna 1945                                     |     |         |                                                             |
| Argentina                                          | 4:0 | Bolívie | Estadio Nacional de Chile, Santiago de Chile diváci: 35 000 |
| Pontoni 10' Martino 43' Loustau 70' De la Mata 75' |     |         | Estadio Nacional de Chile, Santiago de Chile diváci: 35 000 |

| 21. ledna 1945                         |     |          |                                                             |
| Brazílie                               | 3:0 | Kolumbie | Estadio Nacional de Chile, Santiago de Chile diváci: 60 000 |
| Jorginho 13' Heleno 15' de Almeida 38' |     |          | Estadio Nacional de Chile, Santiago de Chile diváci: 60 000 |

| 24. ledna 1945                        |     |         |                                                             |
| Chile                                 | 5:0 | Bolívie | Estadio Nacional de Chile, Santiago de Chile diváci: 70 000 |
| Clavero 13' 27' 39' Alcántara 75' 79' |     |         | Estadio Nacional de Chile, Santiago de Chile diváci: 70 000 |

| 24. ledna 1945                            |     |            |                                                             |
| Uruguay                                   | 5:1 | Ekvádor    | Estadio Nacional de Chile, Santiago de Chile diváci: 70 000 |
| A. García 1' 60' 83' Porta 28' Varela 69' |     | Aguayo 39' | Estadio Nacional de Chile, Santiago de Chile diváci: 70 000 |

| 28. ledna 1945                                                       |     |          |                                                             |
| Uruguay                                                              | 7:0 | Kolumbie | Estadio Nacional de Chile, Santiago de Chile diváci: 28 000 |
| A. García 22' 89' Riephoff 25' J. García 37' 83' Ortiz 75' Porta 86' |     |          | Estadio Nacional de Chile, Santiago de Chile diváci: 28 000 |

| 28. ledna 1945            |     |         |                                                             |
| Brazílie                  | 2:0 | Bolívie | Estadio Nacional de Chile, Santiago de Chile diváci: 28 000 |
| Ademir 48' Tesourinha 80' |     |         | Estadio Nacional de Chile, Santiago de Chile diváci: 28 000 |

| 31. ledna 1945         |     |          |                                                             |
| Chile                  | 2:0 | Kolumbie | Estadio Nacional de Chile, Santiago de Chile diváci: 60 000 |
| Medina 48' Piñeiro 80' |     |          | Estadio Nacional de Chile, Santiago de Chile diváci: 60 000 |

| 31. ledna 1945                                        |     |                           |                                                             |
| Argentina                                             | 4:2 | Ekvádor                   | Estadio Nacional de Chile, Santiago de Chile diváci: 60 000 |
| Pontoni 11' De la Mata 50' Martino 69' Pellegrina 83' |     | Aguayo 53' J. Mendoza 62' | Estadio Nacional de Chile, Santiago de Chile diváci: 60 000 |

| 7. února 1945                                                                 |     |             |                                                             |
| Argentina                                                                     | 9:1 | Kolumbie    | Estadio Nacional de Chile, Santiago de Chile diváci: 60 000 |
| Pontoni 3' 7' Méndez 15' 39' Martino 27' Boyé 41' Loustau 50' Ferraro 80' 81' |     | Mendoza 52' | Estadio Nacional de Chile, Santiago de Chile diváci: 60 000 |

| 7. února 1945         |     |         |                                                             |
| Brazílie              | 3:0 | Uruguay | Estadio Nacional de Chile, Santiago de Chile diváci: 60 000 |
| Heleno 8' 32' Rui 20' |     |         | Estadio Nacional de Chile, Santiago de Chile diváci: 60 000 |

| 11. února 1945 |     |         |                                                             |
| Bolívie        | 0:0 | Ekvádor | Estadio Nacional de Chile, Santiago de Chile diváci: 70 000 |
|                |     |         | Estadio Nacional de Chile, Santiago de Chile diváci: 70 000 |

| 11. února 1945 |     |            |                                                             |
| Chile          | 1:1 | Argentina  | Estadio Nacional de Chile, Santiago de Chile diváci: 70 000 |
| Medina 3'      |     | Méndez 52' | Estadio Nacional de Chile, Santiago de Chile diváci: 70 000 |

| 15. února 1945       |     |         |                                                             |
| Uruguay              | 2:0 | Bolívie | Estadio Nacional de Chile, Santiago de Chile diváci: 65 000 |
| Falero 26' Porta 75' |     |         | Estadio Nacional de Chile, Santiago de Chile diváci: 65 000 |

| 15. února 1945     |     |            |                                                             |
| Argentina          | 3:1 | Brazílie   | Estadio Nacional de Chile, Santiago de Chile diváci: 65 000 |
| Méndez 14' 20' 40' |     | Ademir 32' | Estadio Nacional de Chile, Santiago de Chile diváci: 65 000 |

| 18. února 1945                          |     |           |                                                             |
| Kolumbie                                | 3:1 | Ekvádor   | Estadio Nacional de Chile, Santiago de Chile diváci: 65 000 |
| González Rubio 2' Gámez 64' Berdugo 70' |     | Aguayo 4' | Estadio Nacional de Chile, Santiago de Chile diváci: 65 000 |

| 18. února 1945 |     |         |                                                             |
| Chile          | 1:0 | Uruguay | Estadio Nacional de Chile, Santiago de Chile diváci: 65 000 |
| Medina 8'      |     |         | Estadio Nacional de Chile, Santiago de Chile diváci: 65 000 |

| 21. února 1945                       |     |                                        |                                                             |
| Bolívie                              | 3:3 | Kolumbie                               | Estadio Nacional de Chile, Santiago de Chile diváci: 22 000 |
| Fernández 57' González 75' Orgaz 80' |     | González Rubio 3' Berdugo 7' Gámez 67' | Estadio Nacional de Chile, Santiago de Chile diváci: 22 000 |

| 21. února 1945                                                |     |                         |                                                             |
| Brazílie                                                      | 9:2 | Ekvádor                 | Estadio Nacional de Chile, Santiago de Chile diváci: 22 000 |
| Ademir 3' 10' 75' Heleno 22' 28' Zizinho 40' 65' Jair 67' 68' |     | Aguayo 42' Albornoz 49' | Estadio Nacional de Chile, Santiago de Chile diváci: 22 000 |

| 25. února 1945 |     |         |                                                             |
| Argentina      | 1:0 | Uruguay | Estadio Nacional de Chile, Santiago de Chile diváci: 75 000 |
| Martino 50'    |     |         | Estadio Nacional de Chile, Santiago de Chile diváci: 75 000 |

| 28. února 1945 |     |       |                                                             |
| Brazílie       | 1:0 | Chile | Estadio Nacional de Chile, Santiago de Chile diváci: 80 000 |
| Heleno 20'     |     |       | Estadio Nacional de Chile, Santiago de Chile diváci: 80 000 |